# Коцежанка
Коцежанка (пол. Kocierzanka) — річка в Польщі, у Живецькому повіті Сілезького воєводства. Права притока Ленкавки, (басейн Балтійського моря).

## Опис
Довжина річки приблизно 14,71 км, найкоротша відстань між витоком і гирлом — 9,94 км, коефіцієнт звивистості річки — 1,48. Формується притоками, безіменними струмками та частково каналізована.

## Розташування
Бере початок у присілку Закоцеж села Шлемень. Спочатку тече переважно на північний захід, у селі Коцеж Рихвалдзький повертає на південний захід і тече через Коцеж Мощанський. Далі тече на південний схід через Ленкавицю і впадає у річку Ленкавку, праву притоку Соли.

## Притоки
- Цисовий Потік, Потік Слупне (праві).

## Цікаві факти
- У присілку Закоцеж на правому березі річки на відстані приблизно 656 м розташована пам'ятка природи Збуєцьке Окно. До цієї місцини понад річкою проходить туристична дорога.
- Між селами Коцеж Рихвалдзький та Коцеж Мощанський на правому березі річки за 545 м розташовоний прирордний ландшафтний заказник «Широка у Бескиді Малому».